# Рябець Феба
Рябець Феба (Melitaea phoebe) — вид денних метеликів родини сонцевиків (Nymphalidae).

## Назва
Вид названо на честь персонажа грецької міфології Феби — доньки Урана та Геї.

## Поширення
Вид поширений у помірній і субтропічній зонах Європи та Азії.

## Опис
Розмах крил 34-50 мм. Самець зверху яскраво-помаранчевого забарвлення з маленькими розсіяними чорними плямами. Самиця світліша, плями більші, крила з тонким «нальотом» сірих лусочок. Низ крил має малюнок, що містить дві чіткі помаранчеві перев'язі на кремовому тлі задніх крил. Від близьких видів відрізняється загостреною формою чорної плями з нижнього боку біля вершини заднього крила.

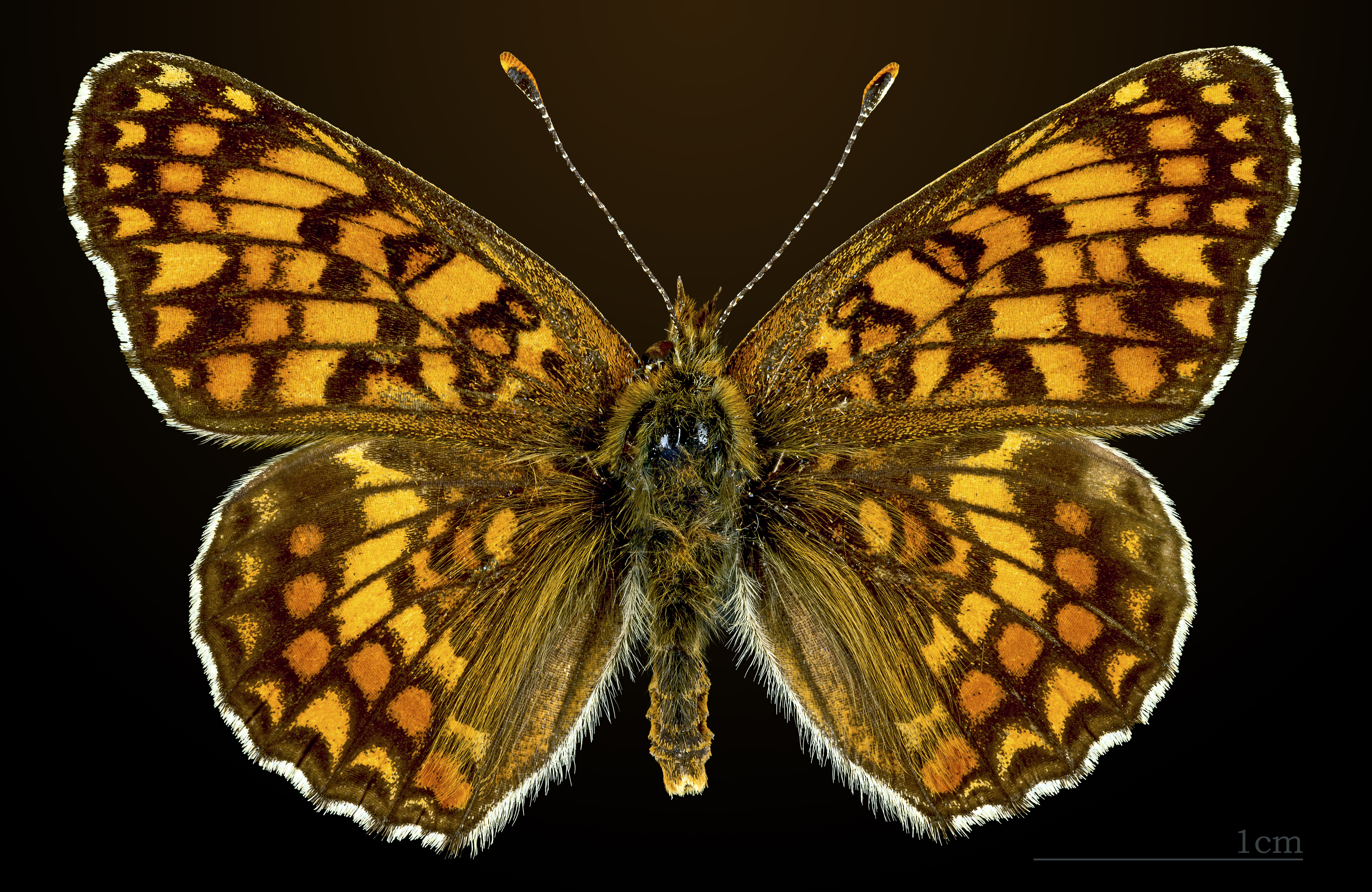
Самець, дорсальна сторона
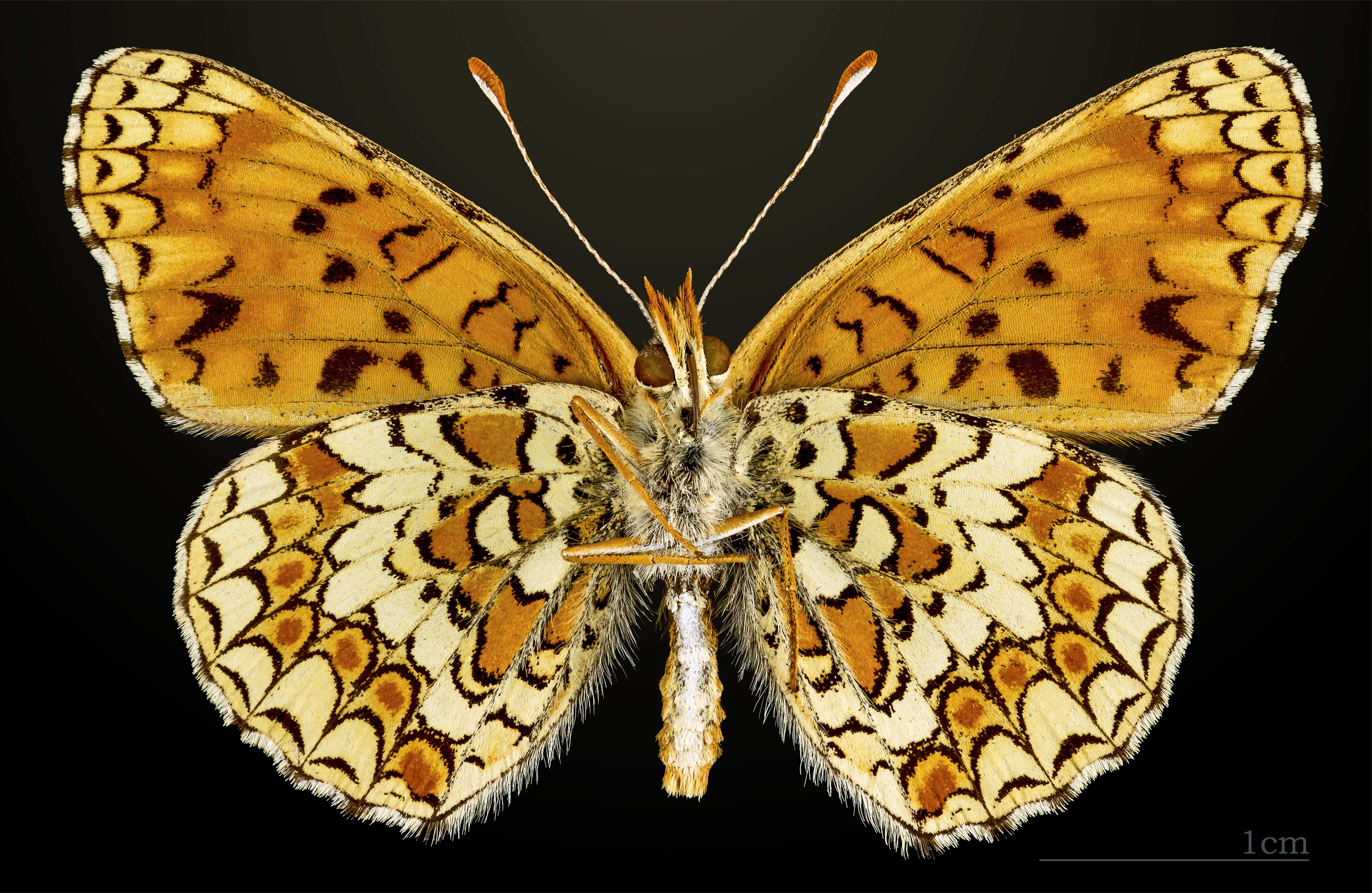
Самець, вентральна сторона
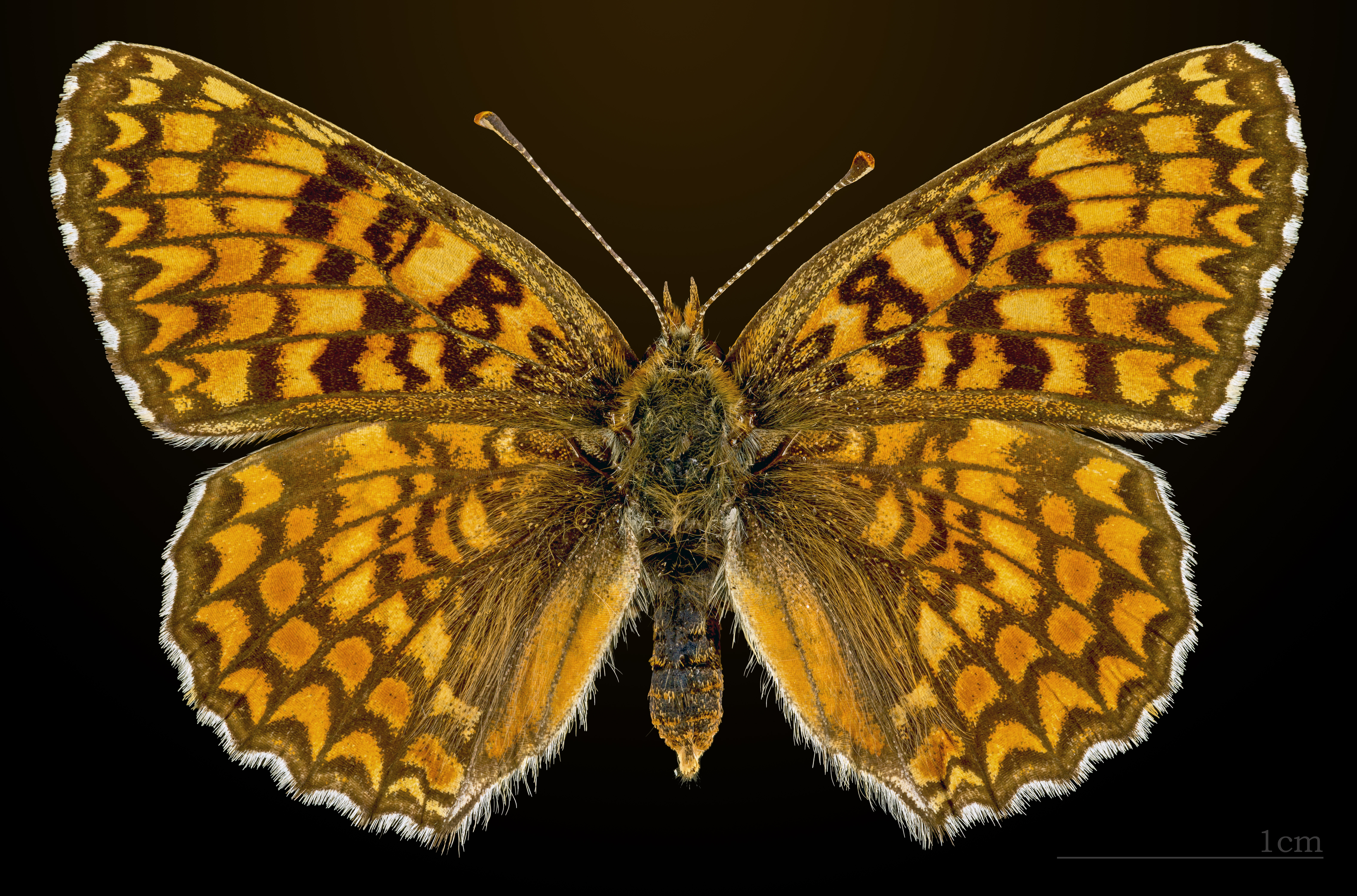
Самиця, дорсальна сторона
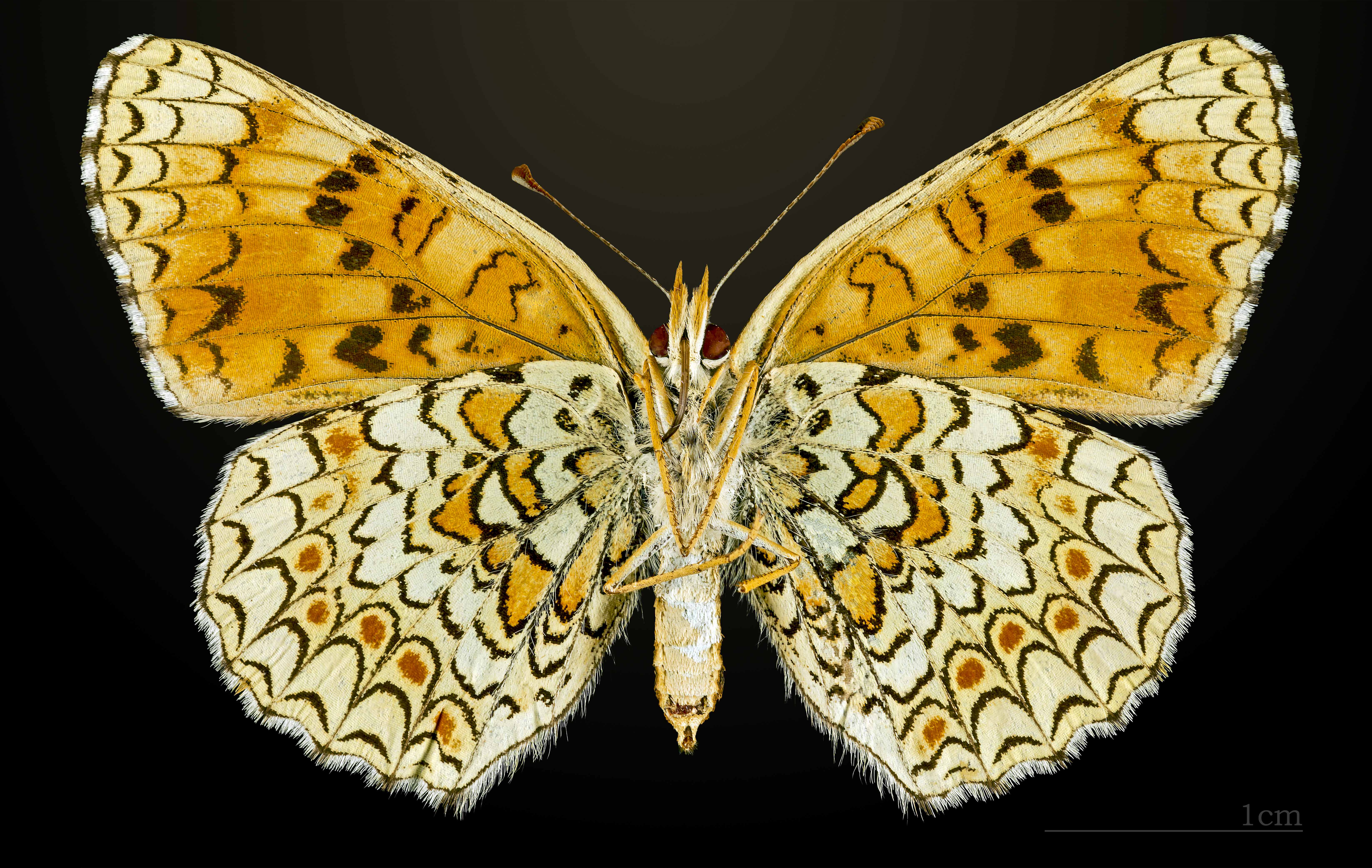
Самиця, вентральна сторона

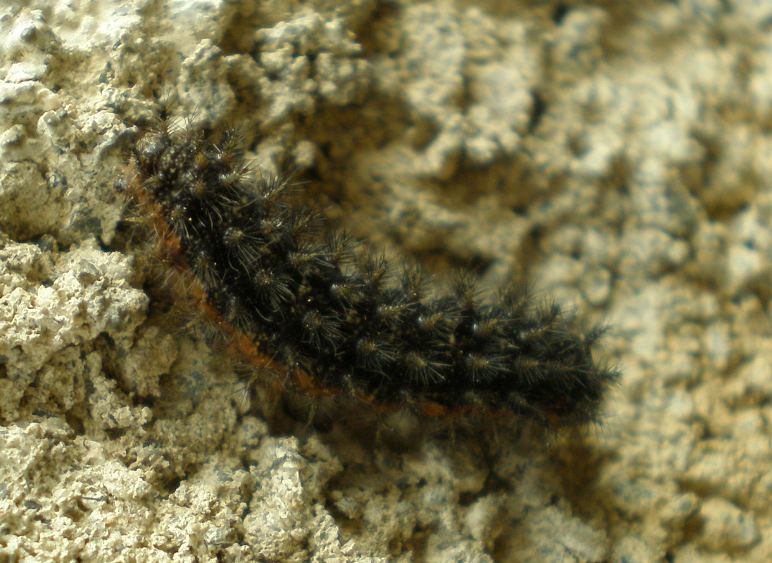
Гусінь
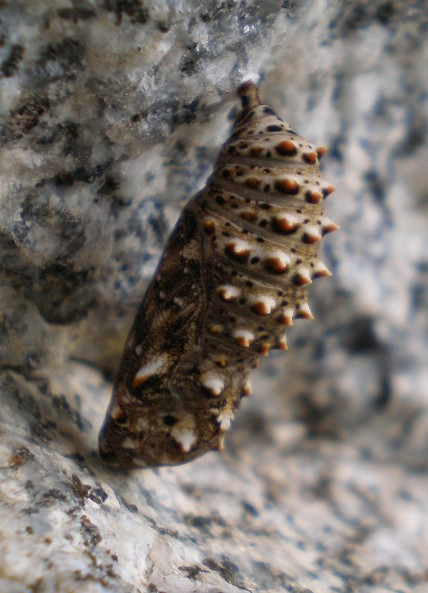
Лялечка

## Спосіб життя
Метелики літають з квітня по вересень. Трапляються, зазвичай, на узліссях і відкритих ділянках у соснових або змішаних лісах. Кормові рослини гусені — різні види подорожника та волошки.